# Hsing Yun
Hsing Yun (en chino: 星雲; pinyin: Xīng Yún; 19 de agosto de 1927 - 5 de febrero de 2023) fue un monje budista chino. Fue el fundador de la orden budista Fo Guang Shan, así como de la Asociación Internacional Luz de Buda en Taiwán. Se consideró que Yun es uno de los defensores más destacados del budismo humanista y uno de los maestros más influyentes del budismo taiwanés moderno. 
En Taiwán, se le conocía popularmente como uno de los "Cuatro Reyes Celestiales" del budismo taiwanés, junto con sus contemporáneos: el maestro Sheng-yen de Dharma Drum Mountain, el maestro Cheng Yen de Tzu Chi y el maestro Wei Chueh de Chung Tai Shan.

## Fo Guang Shan
La primera exposición de Hsing Yun al budismo provino de su abuela, una practicante budista y meditadora. Entró en la vida monástica a la edad de 12 años. Hsing Yun se inspiró por primera vez en el modernismo budista en 1945 mientras estudiaba en el Jiaoshan Buddhist College. Allí se enteró de los llamados del maestro budista Taixu a reformar el budismo y la Sangha.  Huyó de China continental a Taiwán en 1949 después de la victoria comunista en la guerra civil, pero fue arrestado junto con varios otros monjes budistas. Hsing Yun y los demás fueron liberados después de 23 días y Hsing Yun pasó los siguientes años desarrollando un gran número de seguidores y fundando numerosos templos. En 1966, Hsing Yun compró un terreno en Kaohsiung y comenzó a construir un gran monasterio. Después de la finalización parcial, el templo se inauguró en 1967 y más tarde se convertiría en la sede de la organización budista Fo Guang Shan.
La orden budista Fo Guang Shan de Hsing Yun es una defensora del budismo "humanista", y el propio Hsing Yun fue el abad de la orden hasta su dimisión en 1985. Después de su renuncia, Hsing Yun fundó la Asociación Internacional Luz de Buda (BLIA) como una organización budista humanista basada en laicos.
Fo Guang Shan finalmente se convirtió en uno de los actores sociales más importantes de Taiwán; la organización ha establecido varias escuelas y colegios, y administra orfanatos, hogares para ancianos y programas de rehabilitación de drogas en las cárceles. Fo Guang Shan también ha estado involucrado en algunos esfuerzos internacionales de ayuda. 
Fo Guang Shan entró en China continental a principios del siglo XXI, centrándose más en la caridad y el renacimiento cultural chino en lugar de la propagación budista para evitar conflictos con el gobierno chino, que se opone al proselitismo. La presencia de Fo Guang Shan en China aumentó bajo la presidencia del secretario general Xi Jinping, luego de que comenzara un programa para revivir las religiones tradicionales chinas. Según Hsing Yun, su objetivo en China continental es trabajar con el gobierno continental para reconstruir la cultura china tras la destrucción de la Revolución Cultural, en lugar de promover el budismo en China continental. 
La sede de Fo Guang Shan en Kaohsiung es actualmente el monasterio budista más grande de Taiwán. Además de eso, la orden tiene una red de más de 300 sucursales en todo Taiwán, así como varias sucursales en todo el mundo en al menos cincuenta países.

## Política
En Taiwán, Hsing Yun se destaca por su actividad en asuntos políticos, particularmente como partidario de la política de Una sola China, así como de la legislación gubernamental apoyada por el Kuomintang, y ha sido criticado por sus puntos de vista por quienes están a favor de la independencia de Taiwán y por figuras religiosas, por ser abiertamente políticas y "considerablemente alejadas de las preocupaciones monásticas tradicionales". Durante las elecciones presidenciales de 2008, Hsing Yun apoyó públicamente al candidato del Kuomintang, Ma Ying-jeou. Durante el segundo Foro Budista Mundial en 2009, Hsing Yun afirmó que "no hay taiwaneses" y que los taiwaneses "son chinos". En 2012 dijo que las Islas Senkaku (también conocidas como Islas Diaoyutai) pertenecían a China.
En el pasado, ha alentado la reconciliación entre China y el Dalai Lama, pero se ha esforzado por evitar causar divisiones entre él y su organización y el gobierno chino.

## Salud
El 26 de diciembre de 2011, Hsing Yun sufrió un accidente cerebrovascular isquémico menor, el segundo en ese año. En su vejez, Hsing Yun comenzó a sufrir numerosos problemas de salud, como diabetes y casi ceguera. 

## Reconocimientos
En 2008, Hsing Yun fue galardonado ad honorem Doctor en Letras Humanas por el Whittier College.